# Біржові спекулянти
Біржова спекуляція — це спосіб одержання прибутку в процесі біржової ф'ючерсної торгівлі, що базується на розходженнях у динаміці цін ф'ючерсних контрактів у часі, просторі і на різні види товарів. Біржова спекуляція реалізується шляхом укладання спекулятивних угод.
Спекулянти відіграють важливу роль у ф'ючерсній торгівлі. Вони забезпечують ліквідність ф'ючерсного ринку, тобто ситуацію, коли кожен продавець знаходить на ринку покупця, і навпаки. Не будь спекулянтів на ринку, хеджерам було б важко чи зовсім неможливо погодити ціну, оскільки продавці хочуть домогтися найвищої можливої ціни, а покупці — найнижчої. Коли спекулянт приходить на ринок, кількість продавців і покупців зростає, розширюються межі по хеджуванню, збільшується стабільність рівня цін.
У політико-економічному змісті і хеджування, і біржова спекуляція являють собою просто спекуляцію, тобто спосіб одержання прибутку, що ґрунтується не на виробництві, а на різниці цін.
Хеджування і біржова спекуляція — дві форми спекуляції на ф'ючерсному ринку, що співіснують і доповнюють одна одну, але водночас і відрізняються між собою. Це дві сторони однієї медалі. Хеджування неможливе без біржової спекуляції і навпаки.
Існує кілька способів класифікації спекулянтів.
Один з них — це розподіл гравців за обсягами відкритих позицій. Як гравці виступають посередницькі фірми і їх клієнти. Дрібними спекуляціями займаються як організації, так і фізичні особи.
Гравці також розрізняються і за способами гри.
За цією ознакою їх можна класифікувати як позиційних, одноденних, скалперів і спекулянтів, що грають на різниці цін (спредерів).
Позиційні спекулянти утримують відкриті позиції протягом тривалого періоду часу: кілька днів чи тижнів. Робота з великим обсягом диктує визначену стратегію ігор. Це поступове відкриття і закриття позицій, гра на декількох контрактних місяцях. Необхідність поступового здійснення угод викликана тим що при значному перевищенні над сформованими обсягами торгів числа, що відкриваються, чи позицій, що закриваються одним гравцем, ринок обов'язково відреагує несприятливою зміною котирувань. Так продаж великої кількості контрактів призводить до зниження ціни, а покупка — до підвищення ціни.
Одноденні спекулянти рідко залишають відкриті позиції більш одного дня.
Обережнішої стратегії дотримують в основному дрібні і середні спекулянти, що грають на різниці між котируваннями контрактів з різними місяцями постачання, чи на «спредах». Техніка такої операції припускає купівлю контрактів по ближньому місяцю і продаж по далекому, коли розрив між їх котируваннями перевищує середній для ринку, і навпаки — продаж по ближньому і покупку по далекому при надмірному стиску котирувань. Джерела прибутку спекулянтів як групи в цілому, з врахуванням того, що при кожній зміні ціни контракту виграє завжди тільки одна сторона. Основну масу учасників ринку складають не спекулянти, а хеджери, що виходять на ринок з метою не спекуляції, а захисту своїх прибутків, одержаних від основної діяльності. Спекулянти стосовно хеджерів відіграють роль страхової компанії, що за плату бере на себе ризик раптової зміни ціни.
Біржове сленгове позначення спекулянтів, які граються на підвищенні курсу цінних паперів - бики.

## Критика
Спекулянти вважаються негативними як особиста поведінка; мало того, спекуляції можуть завдати значної шкоди реальній економіці  